# Angelo Pantano
Angelo Pantano (Messina, 3 luglio 1997) è un judoka italiano.

## Biografia
Nel 2013, all'età di sedici anni, Pantano si affermò come campione europeo cadetti U18 a Tallinn. Raggiunse il numero 1 del ranking mondiale IJF per cadetti U55kg nel 2014 e nello stesso hanno divenne campione europeo junior. Agli assoluti del 2017 si affermò per la prima volta tra i seniores, vincendo la medaglia d'oro e il titolo italiano.
Nel 2020 esordì in una competizione iridata seniores ottenendo la qualificazione per gli Europei di judo a Praga, dove raggiunse i quarti di finale e conquistò il settimo posto. L'anno seguente, a Lisbona, ripeté il medesimo piazzamento agli Europei di judo 2021. In occasione del Gran Premio di Zagabria nel 2021, conquistò la prima medaglia da senior in campo internazionale, ottenendo l'argento. Nello stesso anno venne premiato per il miglior ippon dell'anno dall'IJF (International Judo Federation) per un kata guruma in piedi.
Nel 2022 venne eliminato al primo turno degli Europei di Sofia. Nello stesso anno, si presentò ai Campionati del mondo a Tashkent, dove riuscì a piazzarsi settimo.
Nel 2023 prese parte ai mondiali di Doha, ma non riuscì a ripetere il piazzamento dell'anno precedente, venendo sconfitto al primo turno dallo spagnolo Francisco Garrigós. A novembre dello stesso anno, partecipò agli Europei di Montpellier, venendo battuto al secondo turno sempre da Garrigós.